# Chung kết Cúp bóng đá Nam Mỹ 1999
Chung kết cúp bóng đá Nam Mỹ 1999 là trận đấu bóng đá cuối cùng Cúp bóng đá Nam Mỹ 1999. Trận đấu được diễn ra vào ngày 18 tháng 7 năm 1999 ở Asunción. Brasil giành chiến thắng trước Uruguay với tỉ số 3–0. Đây là chức vô địch Copa América lần thứ sáu của Brasil.

## Chi tiết trận đấu
| Uruguay | 0–3      | Brasil                         |
| ------- | -------- | ------------------------------ |
|         | Chi tiết | Rivaldo 20', 27' · Ronaldo 46' |

| Uruguay | Brazil |

| URUGUAY:                |    |                          |          |     |
|                         |    |                          |          |     |
| GK                      | 1  | Fabián Carini            |          |     |
| DF                      | 17 | Martín del Campo         |          |     |
| DF                      | 3  | Fernando Picun           |          |     |
| DF                      | 14 | Alejandro Lembo          |          |     |
| DF                      | 22 | Federico Bergara         |          | 74' |
| MF                      | 7  | Fabián Coelho            |          | 56' |
| MF                      | 5  | Andrés Fleurquin         |          |     |
| MF                      | 8  | Líber Vespa              | Thẻ vàng | 46' |
| MF                      | 20 | Christian Callejas       | Thẻ vàng |     |
| FW                      | 10 | Federico Magallanes      |          |     |
| FW                      | 9  | Marcelo Zalayeta         |          |     |
| Vào thay người:         |    |                          |          |     |
| FW                      | 21 | Antonio Pacheco D'Agosti |          | 46' |
| FW                      | 11 | Gabriel Álvez            |          | 56' |
| MF                      | 6  | Gianni Guigou            | Thẻ vàng | 74' |
| Huấn luyện viên trưởng: |    |                          |          |     |
| Víctor Púa              |    |                          |          |     |

| BRAZIL:                 |    |                  |          |
|                         |    |                  |          |
| GK                      | 1  | Dida             |          |
| DF                      | 2  | Cafu             |          |
| DF                      | 15 | João Carlos      | Thẻ vàng |
| DF                      | 4  | Antônio Carlos   |          |
| DF                      | 6  | Roberto Carlos   |          |
| MF                      | 18 | Flávio Conceição | Thẻ vàng |
| MF                      | 5  | Emerson          |          |
| MF                      | 10 | Rivaldo          |          |
| MF                      | 22 | Zé Roberto       |          |
| FW                      | 7  | Márcio Amoroso   |          |
| FW                      | 9  | Ronaldo          |          |
| Huấn luyện viên trưởng: |    |                  |          |
| Vanderlei Luxemburgo    |    |                  |          |